# Wargacz leniwy
Wargacz leniwy, wargacz, aswal (Melursus ursinus) – gatunek drapieżnego ssaka z rodziny niedźwiedziowatych (Ursidae), jedyny żyjący współcześnie przedstawiciel rodzaju wargacz (Melursus).

## Zasięg występowania i biotop
Obecny zasięg jego występowania obejmuje Indie, Sri Lankę, Nepal, Bangladesz i Bhutan. W Indiach i Sri Lance był gatunkiem licznym do lat 90. XX wieku. Obecnie jest rzadko spotykany. Zasiedla tereny lesiste i trawiaste.

## Etymologia
- Melursus: łac. mel, mellis „miód”, od gr. μελι meli, μελίτος melitos „miód”; ursus „niedźwiedź”[13].
- ursinus: łac. ursinus „przypominający niedźwiedzia”[14].
- inornatus: łac. inornatus „zwykły, bez ozdób”, od in- „nie”; ornatus „strojny, ozdobiony”, od ornare „ozdabiać”[15].

## Charakterystyka

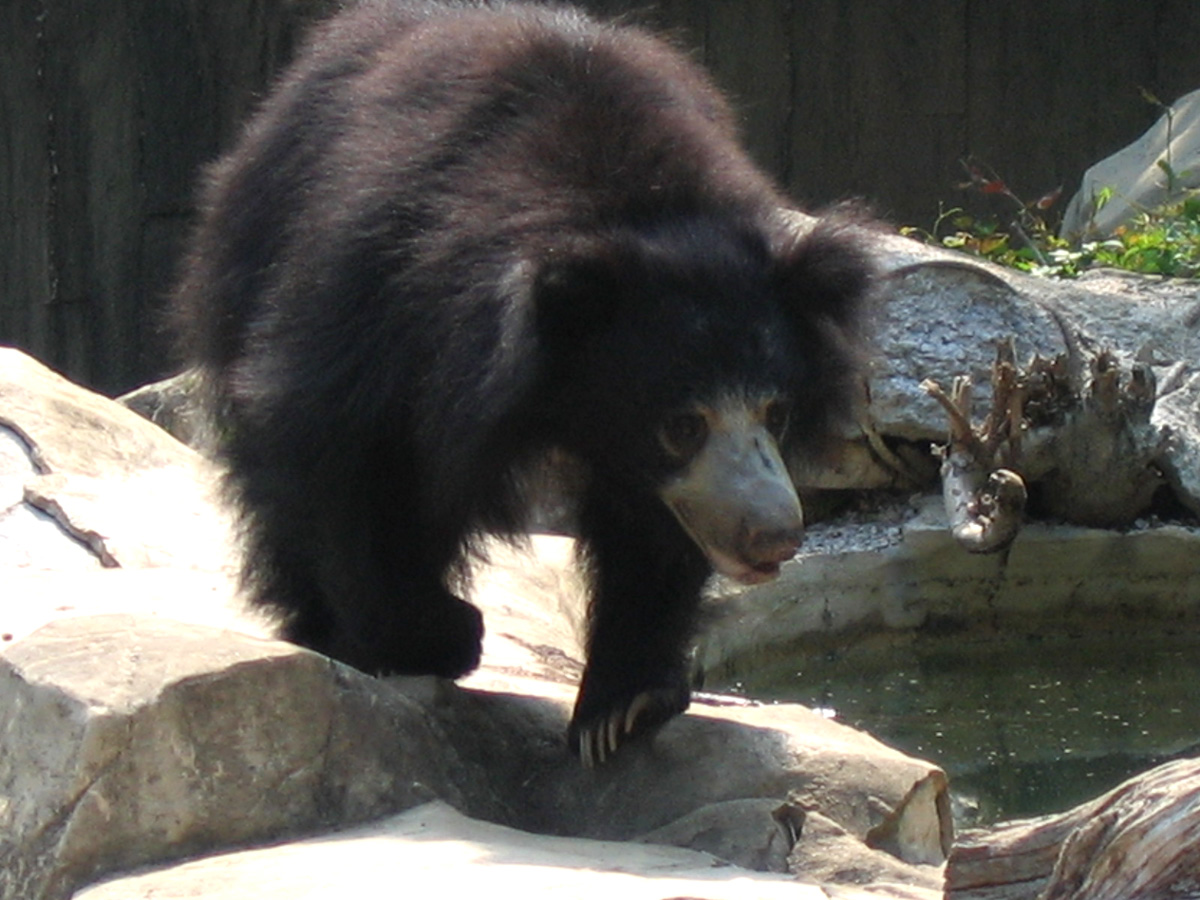

Długość ciała 140–190 cm, długość ogona 8–17 cm; masa ciała samców 70–145 kg, samic 50–95 kg. Różni się od pozostałych niedźwiedzi wydłużonym pyskiem o bardzo ruchliwych wargach, dających się składać w rurkę ssącą. Ma czarne, gęste futro z długim włosem. Żeruje w nocy lub o zmierzchu, żywi się przeważnie pokarmem roślinnym, także termitami. Łapy wargacza zakończone są mocnymi pazurami, którymi rozdrapuje termitiery i wykopuje bulwy roślin.
Wargacza łatwo się oswaja – jest jednak groźnym drapieżnikiem, nierzadko atakującym ludzi, sprawcą licznych okaleczeń, a nawet przypadków śmierci.
Samica wydaje na świat od 1 do 3 młodych, które ważą 300 do 400 dag. Wargacze żyją w grupach złożonych z 4-5 osobników.